# Our Lady of Endor Coven
Our Lady of Endor Coven eller Ophite Cultus Satanas (oprindeligt stavet "Sathanas") var en satanisk kult grundlagt i 1948 af Herbert Arthur Sloane i Toledo i Ohio. Gruppen blev stærkt påvirket af gnosticisme (især den moderne bog af Hans Jonas, The Gnostic Religion) og tilbad Satanas, deres navn for Satan (Cultus Satanas er en latinsk version af Cult of Satan). Satanas (eller Satan) blev defineret i gnostisk udtryk som slangen i Edens have, der afslørede viden om den sande Gud til Eva. At den kaldte sig "Ophite" er en henvisning til den gamle gnostiske sekt Ophites, der siges at tilbede slangen.  "Lady of Endor" er en henvisning til heksen fra Endor i GT.

## Herbert Arthur Sloane
Herbert Arthur Sloane (3. september 1905 - 16. juni 1975) var den første, der er kendt for at have organiseret og ledet en specifikt satanisk religiøs gruppe. Dens navn var Ophite Cultus Sathanas. Sloane veteran fra 2. verdenskrig, barber, spiritistpræst, numerolog, kort- og teblade læser, hypnotisør, og medie - dannede gruppen i Cleveland i Ohio, i 1948, og ledet også sin egen lokale gren af organisationen, Vor Frue af Endor Coven. Som Sloane ændrede placering, flyttede hovedkvarteret for Ophite Cultus Sathanas med ham, først til Mishawaka og South Bend, Indiana i 1950'erne, og derefter til Toledo, Ohio i 1960'erne, hvor den forblev indtil Sloane død i 1975. Det anslås, at medlemmerne i hans gruppe var færre end et dusin mennesker på et givet tidspunkt; ifølge et nutidig regnskab var der fem lokale medlemmer.

## Overbevisning
Sloane henviser i sit brev til sin gruppe fra 1968 til "Our Lady of Endor Coven, The Ophitic Cultus Sathanas", og præciserer, at det var Sathanas i form af en slange, der bragte viden (gnosis) om den sande Gud til Eva, da hun spiste af Kundskabens Træ. Denne sande Gud er over skaberen gud af denne verden. Han skriver, at Kain var den første satanistiske præst og udførte den første Sataniske Messe (det forklarer, hvorfor Kain bliver straffet af Gud). Ifølge Sloane er sande satanister, dem der følger vejen for slangen og Kain, som de tidlige ophitic gnostikerne. Denne terminologi er sammenfattet i Jonas bog på et par sider, med titlen "Eva og slangen" og "Kain og Skaberen":
Sloane troede på en hornede gud, som han sagde havde åbenbaret sig for ham i skoven, da han var barn. Denne hornede gud, ifølge ham, var den oprindelige og ældste gud nogensinde tilbedt af mennesker (han forklarer, at antropologi har bevist det). Efter at have set Margaret Murray bog The God of the Witches (Gud af hekse), sagde han, at han indså, at hornede gud var Satan (Sathanas). Sloane korrespondere også med  Gerald Gardner, og antydede, at hans synspunkter om Satan og den hornede gud var ikke nødvendigvis er i konflikt med Gardner tilgang. Men han mente, at, mens "gnosis" henviser til viden, og "Wicca" henviser til visdom, var moderne hekse faldet bort fra den sande viden og var begyndt at tilbede en fertilitet gud, en afspejling af skaberen gud. Han skrev, at "den største eksisterende gruppe af hekse, der er sande satanister, ville være Yezedees". Sloane anbefalede stærkt bogen The Gnostic Religion (den gnostiske religion) , og dele af den blev undertiden læst ved ceremonier.